# Denticeps clupeoides
Denticeps clupeoides (Clausen, 1959) è un pesce osseo d'acqua dolce, unica specie appartenente alla famiglia Denticipitidae.

## Distribuzione e habitat
È endemico dei bacini dei fiumi Ouémé, Niger (nella zona del delta), Cross (dove forse è assente o estinta) e Mungo, in Africa occidentale in territorio pertinente al Benin, al Camerun e soprattutto alla Nigeria sudoccidentale. Vive nei torrenti dove fa vita pelagica stazionando in sciami nei punti dove la corrente è più impetuosa.

## Descrizione
La famiglia Denticipitidae è molto affine ai Clupeidae a cui assomiglia molto e con cui condivide la presenza di una carena ventrale composta da scaglie rigide conformate a V (scutelli). Si può distinguere agevolmente per l'assenza di osso sopramascellare visibile, per la presenza di una linea laterale completa e per la presenza di denticoli ossei sulle ossa del cranio visibili anche all'esterno che danno un tipico aspetto "peloso" alla testa di questo animale..
Lunghezza massima: 15 cm.

## Biologia
Gregario, forma banchi. Ottimo nuotatore, difficile da catturare.

### Riproduzione
Nel Cross si riproduce in luglio e agosto.

## Pesca
La specie non è oggetto di pesca specifica ma viene catturata con altri clupeiformi fluviali.

## Conservazione
La IUCN considera questa specie come vulnerabile poiché è nota per sole 10 località in cui l'ambiente si sta rapidamente deteriorando a causa dell'estrazione di idrocarburi, dell'urbanizzazione e della creazione di nuovo suolo agricolo.